# 파울 율리우스 로이터
파울 율리우스 로이터(독일어: Paul Julius Reuter, 1816년 7월 21일 ~ 1899년 2월 25일)은 독일 출신 영국의 기업인이며 매체 소유자이자 로이터 통신의 창립자였다. "이스라엘 베어 요자파트"라는 본명으로 유대인 집안에서 태어난 그는 영국으로 이주할 때 이름을 바꾸고 기독교로 개종하여 파울 율리우스 로이터로 세례를 받았다. 자신의 성취들로 그는 자신이 "파울 율리우스 폰 로이터" 혹은 "파울 율리우스 더 로이터"로 알려지게 된 후 남작의 지위를 받았다. 통신과 매체의 분야를 개발하는 데 여겨져 혁신적이고 통찰력이 있던 로이터는 자신의 회사를 개발하는 데 열심히 일하였다. 일찍이 그는 대중에게 가능한 대로 빨리 뉴스를 가져오는 데 필요를 인정하여 전신선에서 격차를 해소하는 데 전서구를 이용하고 그것들이 설치되자 마자 수중 전신선의 사용을 만들었다.
분야에서 혁신가인 로이터는 아직도 다른 유럽의 통신사들과 협동하는 데 필요성을 인정하여 공명정대하게 영토들을 가르는 데 샤를루이 아바스에 의하여 창립되어 프랑스 통신사 (AFP)로 알려진 프랑스의 아바스 SA와 독일에서 베른하르트 볼프의 볼프스 통신사와 합의에 도달하였다. 로이터는 적시와 자신의 사후 한 세기 동안을 위하여 자신의 통신사를 안내한 것을 보고하는 간결한 뉴스를 위한 표준을 설정하였고, 세계를 통하여 보고하는 뉴스에 영향력을 주었다.

## 생애

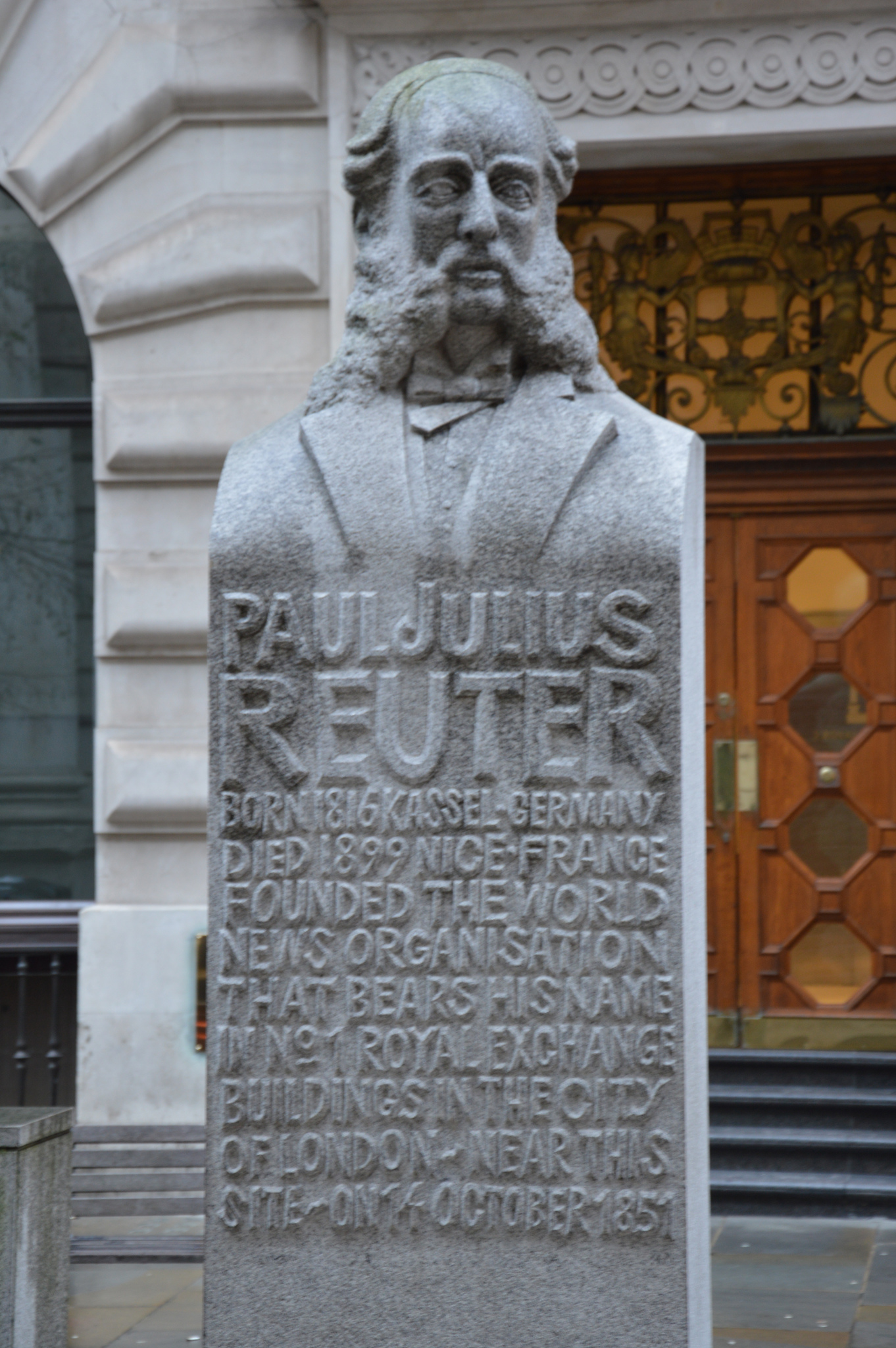
런던에 있는 로이터의 흉상

독일, 당시 헤센 선제후국의 카셀에서 유대인 가족에게 태어났으며, 그의 부친은 랍비를 지냈다. 그들은 그에게 "이스라엘 베어 요자파트"라고 이름을 지었다.
어린 요자파트는 처음에 괴팅겐에 있는 자신의 삼촌의 은행에서 일하였다. 거기서 그는 전기와 자기학에 연구를 개척한 수학자이자 물리학자 카를 프리드리히 가우스를 만났다. 당시 가우스는 전선을 통하여 전기 신호의 변속기와 실험하고 있었으며 1833년 첫 전기 전신을 세웠다.
1845년 10월 29일 그는 런던으로 이주하여 자신을 "요제프 요자파트"로 불렀다. 그는 빠르게 기독교로 개종하였고 11월 16일 "파울 율리우스 로이터"로 세례를 받았다. 1주 후에 11월 23일 그는 아이다 마리아 엘리자베스 클레멘타인 망누스에게 결혼하였다. 그들의 자식들은 부친의 퇴직에 그의 통신사를 차지하였으나 1915년 4월 18일 자신의 총으로 쏘아 자살한 아들 허버트를 포함하였다. 그들의 딸 클레멘타인 마리아는 오토 슈텐보크 백작에게 결혼하였고, 그의 사후 영국의 사관이자 오스트레일리아 퀸즐랜드의 총독 허버트 컴사이드 경에게 재혼하였다.
로이터는 독일로 돌아와 이번에는 1847년 자신이 서점이자 출판사 "로이터 운트 슈타르가르트"에서 파트너가 된 베를린이었다. 1848년 독일 혁명이 실패할 때 정치적 팜플렛들을 발간한 것으로 알려진 그는 파리를 위하여 독일을 달아났다. 거기서 그는 통신사를 설립하려고 시도하였으나 몇달 안에 실패하였다. 그는 그러고나서 후에 프랑스 통신사로 알려진 샤를루이 아바스의 통신사에서 일하였다.
1850년 경에 로이터는 자신의 이름을 지닌 세계적으로 유명한 재정적 통신사가 된 로이터 통신을 창립한 독일에 돌아와 있었다. 1851년 그는 런던으로 돌아가 런던 증권거래소 근처에 사무소를 세웠다.
1857년 3월 17일 로이터는 영국에 귀화하였다. 그가 "파울 율리우스 폰 로이터" 혹은 "파울 율리우스 더 로이터"로 알려진 후, 1871년 9월 7일 작센코부르크고타 공국은 그에게 남작 지위를 부여하였다. 후에 그는 영국에서 같은 지위를 받았다.
1878년 로이터는 통신사로부터 퇴직하였으며 많은 세월 동안 자식이 지속적으로 연루되었어도 자신의 아들 허버트에게 회사의 통제를 넘겨주었다. 그는 오히려 따뜻한 기후를 좋아하여 프랑스 니스로 이주하였고, 1899년 2월 25일 82세의 나이로 "빌라 로이터"로 불린 자신의 저택에서 사망하였다. 그의 시신은 런던으로 돌아가 웨스트 노우드 묘지에 안장되었다.

## 업무

로이터 통신의 로고

카를 프리드리히 가우스와 자신의 면식을 통하여 자신의 전신으로 소개에 이어 로이터는 매체에서 경력에 착수하였다. 어떤 시초적 실패들에 불구하고 그의 기업적 영혼은 그가 세계에서 주요 그런 통신사들 중의 하나가 된 로이터 통신을 창립할 때 그를 성공으로 이끌었다.
1848년 독일에서 파리로 달아난 후, 로이터는 훗날의 프랑스 통신사 샤를루이 아바스의 통신사에서 일하였다. 1850년 34세의 로이터는 네덜란드와 벨기에 국경에 가까운 독일의 아헨에서 기반을 두었고, 베를린으로 소식을 보내는 데 새롭게 개장한 베를린 - 아헨 통신선을 이용하기 시작하였다. 로이터는 전신 뉴스가 먼 거리를 여행하는 데 더 이상 하루들 혹은 주들이 더 이상 필요하지 않다는 것을 알아차렸다. 하지만 거기에는 아헨과 브뤼셀 사이의 선에 76 마일의 공간이 있었다. 로이터는 브뤼셀과 베를린 사이에 뉴스의 송신을 빠르게 하는 데 기회를 발견하여 전서구를 이용한 브뤼셀과 아헨 사이에 전갈을 옮긴 로이터 통신을 창립하였다. 전서구들은 열차보다 매우 더 빨라 그에게 파리 증권거래소로부터 증권 소식으로 더빠른 접근을 주었다. 1851년 전서구들은 직접적인 전신 링크에 의하여 대체되었다.
1851년 로이터는 런던으로 돌아가 10월 자신의 "잠수함 전신"을 세워 이어진 달에 영국 해협 아래 수중 전선 케이블의 개통을 예상하였다. 그 창립으로부터 로이터는 타임스를 포함한 몇몇의 영국의 신문들로부터 구독을 얻었다.
한 세기 동안 로이터 통신은 대영제국의 통신사로 지내왔으며 가장시기 적절한 유행인 "뉴스에서 진실"을 마련하였다. 1861년 영국의 총리 파머스턴 자작은 빅토리아 여왕의 궁정에서 로이터를 수여하였다. 로이터 통신의 사무소들은 전 유럽에 개장하여 로이터의 좌우명 "케이블을 따라가라"를 따랐다.
로이터의 통신사는 에이브러햄 링컨의 암살 사건의 뉴스 같은 해외로부터 처음으로 특종을 보고하여 유럽에서 평판을 지었다. 1866년 대서양 횡단의 케이블이 개통되었고, 더욱 빠르게 세계 각국에 뉴스가 빠르게 전달되도록 허용한 수중 케이블의 확장을 지속하였다. 로이터는 유럽을 넘어 사무소들을 개장하여 이집트와 시작하여 극동, 후에 남아메리카에 도달하였다. 세계 통신이 개발되면서 로이터는 3개의 통신사들 중에 세계의 영토들을 가른 라이벌들 - 프랑스의 아바스와 독일의 볼프와 함께 합의를 이루었다.
1865년 로이터의 민간 기업이 재구성되었고, 로이터스 전보 회사로 불린 유한 회사가 되었다. 1878년 로이터는 퇴직하여 자신의 아들 허버트에게 회사의 운영을 넘겼다. 하지만 그는 통신사에서 활동으로 남아있었다. 1883년 그는 로이터 통신이 2008년 톰슨 그룹과 합병될 때까지 한 세기 동안 로이터 통신의 특파원들을 안내한 비망록을 썼다. 적시와 간결한 뉴스 보고를 위하여 표준을 설정한 이 비망록에서 로이터는 다음과 같은 소식을 보고하는 데 그들에게 요청하였다. -
"삶의 상실과 함께 참석된 화재, 폭발, 홍수, 범람, 철도 사고, 파괴적인 폭풀, 지진, 난파선들, 함정으로 그리고 우편 기선, 중대한 인물의 거리 폭동들로 사고들, 파업, 사이의 결투와 사회적 혹은 정치적 사람들의 자살들로부터 오르는 방해들, 들로부터 오르는 감각적 혹은 극악한 인물의 살인들. 그것은 최대한 신속과 함께 처음으로 넌지시 알려지는 데 사실들을 드러내는 것이 요청되었고, 그 후 가능한 빨리 사고의 중력에 비례, 설명 계정을 한다. 물론 문제를 추적하기 위하여 주의를 기울여야 한다."

## 영예
로이터 통신 회사는 파울 율리우스 로이터에 의하여 설립된 창립에 지속적으로 건설하였다. 그것은 프랑스 통신사, AP와 유나이티드 프레스 인터내셔널과 더불어 세계에서 가장 큰 통신사들 중의 하나가 되었다. 로이터 통신은 신문, 텔레비전 방송국, 라디오 방송국, 주식회사와 블로거들을 포함한 세계 각국에서 다수의 뉴스 아웃렛들에게 이미지, 비디오와 문자를 공급하였다. 그들의 자료들은 로이터 통신이 개척한 광범위한 전자 조직망을 통하여 주요 혹은 2류 둘다의 뉴스 아웃렛들에 의하여 세계 각국에 광범위하게 이용되었다.
로이터 통신은 로이터의 기술 개발의 혁신적인 이용과 1833년으로 돌아가 그가 설립한 뉴스 보고의 표준에 의하여 개척되면서 물리적 측면의 용어들에 세계 통신의 개발에서 상당한 힘으로 지냈다.